# Buurse
Buurse es un pueblo pequeño de la Provincia de Overijssel, Países Bajos. Pertenece al municipio de Haaksbergen y tenía 1485 habitantes a principios de 2022.

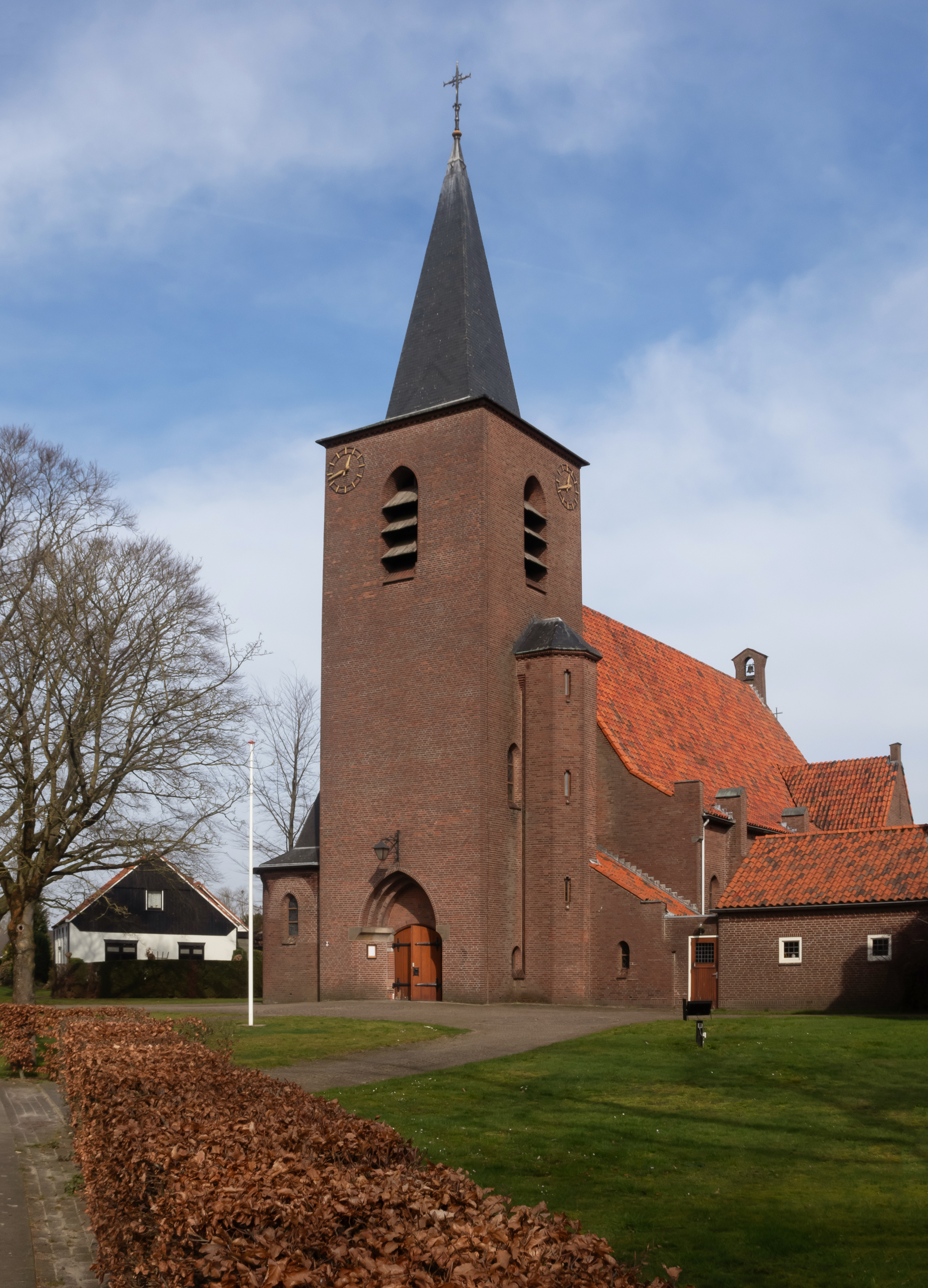
Buurse, la iglesia catolica

## Historia

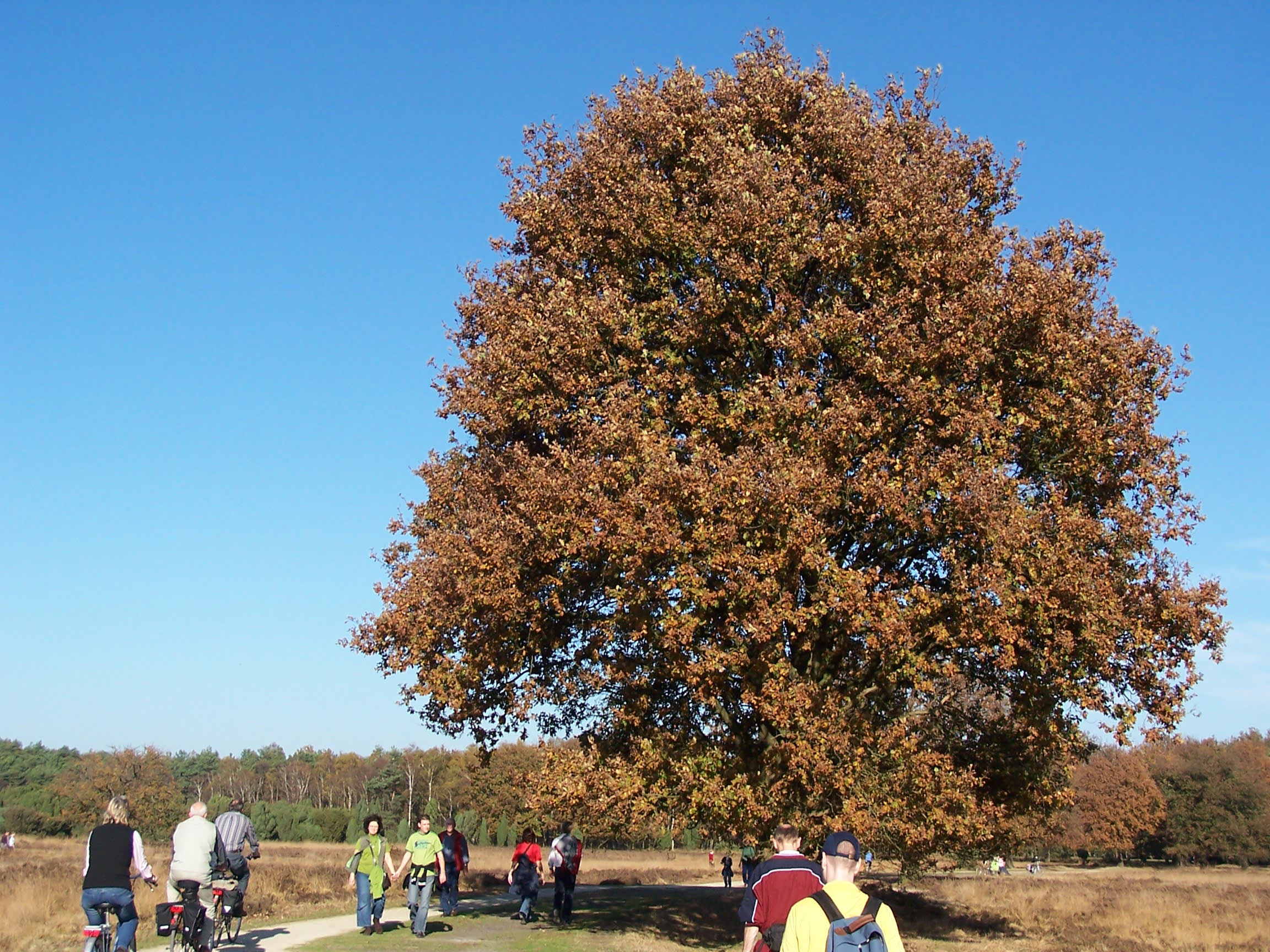
Los alrededores de Buurse en otoño.

El área cercana a la actual Buurse probablemente comenzó a ser habitado alrededor del 800 a. C., como un asentamiento agrícola a orillas del río Buurser Beek.  Buurse se encuentra en el sureste de Haaksbergen, cerca de la frontera con Alemania y es llamada Parel van Haaksbergen («Perla de Haaksbergen») debido al área natural, incluido el Buurserzand.
Buurse tiene dos iglesias, una protestante («Maranatha») y otra católica («Maria Praesentatie»), varios restaurantes y un «mercado neerlandés».